# 瓦多維采
瓦多維采（波蘭語：Wadowice，波蘭語發音：[vadɔˈvʲit͡sɛ]）是位於波蘭南部的城市，屬於小波蘭省，距離克拉科夫50公里。瓦多維采是教宗若望·保祿二世的出生地。在歷史上曾屬奧匈帝國。今日瓦多維采的主要產業是觀光業。
1. 1 2  , Główny Urząd Statystyczny, 2024-07-22 （波兰语）